# 瑞金南路
瑞金南路是中華人民共和國上海市黃浦區一條南北走向道路，南與中山南一路、中山南二路、日暉東路和瑞寧路相交。北與徐家匯路和肇嘉浜路相交。道路全长1217米，道路名稱來自於江西瑞金。道路原为日晖东路的一部分，1995年，日晖东路拓寬，西日晖港被填埋，作為日晖东路的一部分。1996年，上海內環線以北的日暉東路路段更名為瑞金南路。